# Peter Josef Weiß
Peter Josef Weiß (genannt Pejo Weiß; * 14. Juli 1926 in Monschau; † 30. Juni 2012 ebenda) war ein deutscher Journalist und Heimatforscher.

## Leben
Peter Josef Weiß war der ältere der beiden Söhne des Druckereibesitzers Jacob Weiss aus Monschau, der ihn schon früh für die Schwarze Kunst begeisterte und in ihm die Leidenschaft für das Schreiben weckte. Nachdem er das Reifezeugnis abgelegt hatte, machte er zunächst bei einem Bauunternehmen eine Ausbildung zum Zimmermann und Maurer mit dem Ziel Architekt zu werden. Durch Zufall kam er zur Monschauer Lokalredaktion der damaligen Aachener Volkszeitung, die er 20 Jahre lang leitete, bevor er zur Pressestelle des Landschaftsverbandes Rheinland nach Köln wechselte. In der Pressestelle war er von 1969 bis 1986, dem Jahr seiner Pensionierung, als Referent für Heimatpflege tätig.
Weiß war engagiertes Mitglied in Vereinen wie dem Eifelverein, dem Geschichtsverein und der Kolpingfamilie. Ferner war er Herausgeber der Heimatjahrbücher Das Monschauer Land sowie Verfasser zahlreicher Beiträge in Zeitungen, Zeitschriften und Jahrbüchern. 1981 erhielt Weiß den Rheinlandtaler und 1985 das Bundesverdienstkreuz am Bande. Drei Jahre nach seinem Tod wurde ein Wanderweg bei Monschau nach ihm benannt und 2016 wurde er mit einer Gedenktafel auf seinem Grab geehrt.

## Familie
Sein Vater war der Druckereibesitzer Jacob Weiss, Hans Georg Weiss sein jüngerer Bruder. Peter Josef Weiß war mit Ursula, geb. Dietrich (1927–2012) verheiratet und hatte 5 Kinder.

## Publikationen (Auswahl)
- Monschau mit den Orten Imgenbroich, Höfen, Rohren, Kalterherberg, Mützenich u. Konzen. Geschichte, Sehenswürdigkeiten, Wanderwegebeschreibung. Mit sechsfarbiger Wanderkarte, Die schöne Eifel, Düren Eifelverein, Hauptgeschäftsstelle 1967. OCLC 73916941
- Mit den Händen sehen: 125 Jahre Blindenbildungsanstalt Düren, mit der Rheinischen Schule für Blinde (Sonderschule)<Düren>, Brauweiler, 1970. OCLC 920718011
- Der Eifeler und sein Verein 1888–1973, 85 Jahre Eifelverein, Düren Eifelverein 1973. OCLC 1072032791
- 40 Jahre Autobahn-Betriebsdienst im Rheinland 1936–1976, mit dem Landschaftsverband Rheinland, Im Blickpunkt, Jahrgang 3. 1976, Nr. 13 Langenfeld HW-Werbung Iffert 1976 OCLC 74435964
- Tuchfabriquen in Montjoie, mit Ludwig Mathar, Verlag: Monschau, Weiss, Erstausgabe Januar 1980. OCLC 1069795817
- Monschau für Wanderer eine Handreichung für Heimat- und Wanderfreunde, [1885–1985, Eifelverein Monschau 100 Jahre], mit dem Eifelverein Ortsgruppe, Monschau Montjoie'r Heimatverlag, 1986. OCLC 75040174
- Der Automobilbau begann im Rheinland, Neues Rheinland – 29, 1986.
- Monschau (Altstadt), mit Elmar Neuss, Neusser Druckerei und Verlag, 1988, Rheinische Kunststätten, Heft 75 OCLC 74998309
- Brauchtum während der Heiligen Zwölf Nächte in der Nordeifel,	1988. OCLC 1046227943
- 300 Jahre Klosterkirche Reichenstein, Zwischen Venn und Schneifel – 29, 1993.
- Maria – zu Dir kommen wir! 350 Jahre Wallfahrt von Montjoie  Monschau zur Schmerzhaften Mutter nach Mariawald – Heimbach, 1646 – 1996, Monschau 1996. OCLC 1068154631
- Zwischen Blei und Bytes: die Geschichte der Druckerfamilie Weiss ; 125 Jahre Weissdruck, Hans Georg Weiss, mit Peter Josef Weiß, Monschau: REM-Verlag 2000. OCLC 918433683
- Dreimal drei ist neune ... Merkwürdiges um die „heilige Zahl“ in unserem Land, 2005. OCLC 1046426523

Beiträge im Heimatbuch Monschauer Land (Auswahl)
- Kultur und Erholung im deutsch-belgischen Grenzgebiet, 1990, S. 113 f.
- Preußische Venn-Kultivierung, 1990, S. 137–142.
- Dezember ’44 in Kesternich, 1995, S. 111 f.
- Ödlandkultivierung mit dem Freiwilligen Arbeitsdienst, 1997, S. 134–137.
- Der älteste Kindergarten im Bistum, 1998, S. 77 f.
- Unterstellungen zu katholischen Wallfahrten, 2000, S. 147–149.
- Zeitungsdruckort Montjoie, 2000, S. 174 f.
- Ermesinde und der „Monschauer“ Walram, 2001, S. 82 f.
- Zwischen Venn und Schneifel, 2002, S. 172–175.
- Märkte im Monschauer Land 1870, 2003, S. 146–148.
- Aus dem Konzener Land nach Trier, 2005, S. 132–135.
- Die Fenster der Maria-Hilf-Kapelle, 2006, S. 156 .
- Vom Klostergarten zum Parkdeck, 2008, S. 188–193.